# Arturo Araujo
Arturo Araujo, född 1878 i Santa Tecla, El Salvador, död 1 december 1967 i San Salvador, var El Salvadors president från 1 mars till 2 december 1931 då han störtades i en militärkupp, ledd av Maximiliano Hernández Martínez.